# 108496 Sullenberger
108496 Sullenberger è un asteroide della fascia principale. Scoperto nel 2001, presenta un'orbita caratterizzata da un semiasse maggiore pari a 2,5867396 UA e da un'eccentricità di 0,1685422, inclinata di 14,35523° rispetto all'eclittica.